# Sømna
65°18′39″N 12°10′9″Ø / 65.31083°N 12.16917°Ø
Sømna er en kommune på Helgeland i Nordland fylke i Norge. Den grænser i nord og øst til Brønnøy, og i syd til Bindal. Vigtige erhverv er landbrug, skovbrug og fiskeri samt offentlig tjenesteydelser. Nord-Norges største mejeri ligger i kommunen. Kystrigsvejen passerer gennem kommunen.

## Geografi
Størstedelen af kommunen ligger på den sydlige del af Sømnahalvøen. Derudover  består kommunen af en del mindre øer og holme med Kvaløya som den største ø. Jordbunden  i kommunen er god, så det er let at drive landbrug. De største bygder i kommunen er Vik, Dalbotn, Sund og Berg.
Amundsgjerdlia naturreservat og Bøpøla naturreservat ligger i kommunen.

## Historie
Arkæologiske udgravninger viser at Sømna har vært bosat fra ældre jernalder og frem til i dag. I slutningen af  middelalderen blev Sømna (Sør-Sømn) skilt ud som selvstændig fjerding under Alstahaugsysla. Efter at Formandskabslovene kom i 1837 var kommunen en del af Brønnøy herred. Sømna blev skilt ud som eget herred i 1900. Frem til 1940 havde kommunen navnet Vik. I perioden 1964 til 1977 var kommunen igen en del af Brønnøy. Den nye Sømna kommune er ikke identisk med Sømna kommune før 1964.

## Kultur
Sømna Bygdetun ligger i Vik. Kommunen er med i Skulpturlandskap Nordland med skulpturen «Hai-Ku-Badekar»  af den irske kunstner Dorothy Cross. Skulpturen ligger ved Vennesund.